# Габор Мате
Габор Мате (6. јануар 1944) јесте мађарско-канадски лекар. Има искуство у породичној медицини, али су стрес и траума емоционална стања којима се посебно бави. Поред тога, бави се и развојем деце, аутоимуним болестима, канцером, поремећајем пажње и хиперактивношћу (engl. ADHD), као и широким спектром других стања.
Матеов приступ се фокусира на трауму коју су његови пацијенти доживели и настоји да је реши током њиховог опоравка.
Написао је пет књига које истражују теме попут ADHD-а, стреса, развојне психологије и зависности. Његове књиге су заправо читаве збирке примера из његове богате праксе. Садрже приче његових пацијената и њихових дијагноза, као и разговоре о њиховим животима и како су се суочавали са свакодневним обавезама.

## Живот и каријера
Мате је рођен у Будимпешти, у Мађарској, 1944. године.
Године 1956. је емигрирао у Канаду. Дипломирао је на Универзитету Британске Колумбије у Ванкуверу. Након што је неколико година радио као професор енглеског и књижевности у средњој школи, вратио се на Универзитет Британске Колумбије да би стекао докторат из опште породичне праксе 1977. године.
Мате је водио приватну породичну праксу у Источном Ванкуверу више од 20 година. Био је медицински координатор Одељења за палијативну негу у болници у Ванкуверу седам година. Многи од његових пацијената имали су проблеме са менталним здрављем и употребом супстанци, поред хроничних здравствених проблема, као што је ХИВ. Радио је и у клиникама за смањење штете у Ванкуверу.

## Књиге
- ‘’У свету гладног духа: блиски сусрети са зависношћу’’, Контраст издаваштво, година издања: 2019,  9788660360344
- ‘’Расути умови: порекло и лечење поремећаја пажње’’, Контраст издаваштво, година издања: 2021,  9788660361143
- ‘’Када тело каже не: цена скривеног стреса’’, Контраст издаваштво, година издања: 2021,  9788660361051
- Scattered Minds: A New Look at the Origins and Healing of Attention Deficit Disorder. ISBN 978-0676971453.. Toronto: A.A. Knopf, 1999. .
  - Scattered: How Attention Deficit Disorder Originates and What You Can Do About It. United States.
- When the Body Says No: The Cost of Hidden Stress. ISBN 9781785042225.. Toronto: A.A. Knopf, 2003. .
  - When the Body Says No: Exploring the Stress-Disease Connection. United States.
- Hold on to Your Kids: Why Parents Need to Matter More Than Peers. ISBN 9780307361967.. Co-authored with Gordon Neufeld. Toronto: A.A. Knopf, 2004. .
- In the Realm of Hungry Ghosts: Close Encounters with Addiction. ISBN 9781785042201.. Toronto: A.A. Knopf, 2008. .
- The Myth of Normal: Trauma, Illness and Healing in a Toxic Culture. ISBN 9780593083895., Co-authored with Daniel Maté, Toronto: A.A. Knopf Canada, 2022